# Ján Havlík
Blahoslavený Ján Havlík (12. února 1928, Dubovce – 27. prosince 1965) byl slovenský řeholník, člen řádu lazaristů. Počátkem 50. let byl ve vykonstruovaném procesu odsouzen k desetiletému trestu odnětí svobody, v dalším procesu mu byl vyměřen ještě rok navíc. Fyzické trýznění ve vyšetřovací vazbě a kruté podmínky ve vězení při práci v uranových dolech na Jáchymovsku mu zničily zdraví. Zemřel ve věku 37 let.
V červnu 2013 byl zahájen proces jeho blahořečení. Dne 14. prosince 2023 bylo uznáno jeho mučednictví. Blahořečen byl dne 31. srpna 2024.

## Životopis
Ján Havlík se narodil jako nejstarší ze čtyř dětí. Rodina byla velmi chudá. Jeho rodiče byli věřící lidé, ovlivnila jej i jeho teta Angela, která byla řeholnicí. Janko chodil osm kilometrů pěšky do školy v Holíči.
V roce 1943 se v Banské Bystrici stal žákem apoštolské školy Misijní společnosti sv. Vincenta z Pauly. Při povstání v srpnu 1944 byli žáci nejprve přemístěni do Trnavy, potom odjeli domů. Po skončení války se Janko do Banské Bystrice vrátil, aby studium dokončil. V květnu 1949 složil maturitu.
O rok později, v květnu 1950, byl Havlík spolu s ostatními novici násilně odvezen z apoštolské školy do „přeškolovacího ústavu“ v obci Kostolná. Následovaly nucené práce při stavbě Přehrady mládeže v Nosicích, kde musel zůstat do srpna 1950. Našel si pak podnájem v Nitře a při zaměstnání pokračoval ve studiu teologie.
Dne 29. října 1951 vtrhly do podnájmu ozbrojené síly StB, Havlík a jeho spolubydlící byli zatčeni. Ve vyšetřovací vazbě, kde byl podroben mučení, zůstal 15 měsíců. V únoru 1953 byl v Nitře v rámci procesu Štefan Krištín a spol. odsouzen za velezradu k 10 letům vězení. Byl převezen do pracovního tábora Rovnost u Jáchymova, kde pracoval v uranových dolech.
V závěru léta 1958 byl obžalován podruhé kvůli misijní službě spoluvězňům. Čekala jej vyšetřovací vazba v Ruzyni. Při soudním procesu mu byl trest navýšen o další rok. Jeho zdravotní stav byl však již v roce 1960 natolik špatný, že musel být převezen do vězeňské nemocnice ve Valdicích. Po několika měsících byl přemístěn do vězeňské nemocnice v Ilavě. V říjnu 1962 byl sice propuštěn na svobodu, ale s podlomeným zdravím, na němž se vážně podepsalo fyzické trápení i psychické stresy.
Zemřel o Vánocích roku 1965 ve věku 37 let.

## Úcta
V červnu 2013 byl zahájen proces jeho blahořečení vyhlášením tzv. nihil obstat, čímž obdržel titul služebník Boží. Dne 14. prosince 2023 podepsal papež František dekret o jeho mučednictví.
Blahořečen byl dne 31. srpna 2024 v bazilice Sedmibolestné Panny Marie ve městě Šaštín-Stráže. Obřadu předsedal jménem papeže Františka biskup Marcello kardinál Semeraro.
Jeho památka je připomínána 12. února.